# Svetovno prvenstvo v hokeju na ledu 1975
Svetovno prvenstvo v hokeju na ledu 1975 je bilo dvainštirideseto Svetovno prvenstvo v hokeju na ledu. Potekalo je med 1. marcem in 19. aprilom 1975 v Münchnu in Düsseldorfu, Zahodna Nemčija (skupina A), Saporu, Japonska (skupina B) ter Sofiji, Bolgarija (skupina C). Zlato medaljo je osvojila sovjetska reprezentanca, srebrno češkoslovaška, bronasto pa švedska, v konkurenci dvaindvajsetih reprezentanc, petnajstič tudi jugoslovanske, ki je osvojila deseto mesto. To je bil za sovjetsko reprezentanco tretji zaporedni in skupno štirinajsti naslov svetovnega prvaka. 

## Dobitniki medalj
| Zlato | Srebro | Bron |
| Sovjetska zvezaVladislav Tretjak Viktor Krivolapov Jurij Ljapkin Valerij Vasiljev Vladimir Lutčenko Genadij Cigankov Jurij Tjurin Jurij Fjodorov Aleksander Filipov Boris Mihajlov Vladimir Petrov Valerij Harlamov Aleksander Malcev Vladimir Šadrin Aleksander Jakušev Jurij Lebedjev Vjačeslav Anisin Vladimir Vikulov Sergej Kapustin Viktor Šalimov | ČeškoslovaškaJiří Holeček Jiří Crha Oldřich Machač František Pospíšil Jiří Bubla Milan Kajkl František Kaberle Miroslav Dvořák Vladimír Kostka Bohuslav Ebermann Ivan Hlinka Jiří Holík Vladimír Martinec Jiří Novák Bohuslav Šťastný Eduard Novák Milan Nový Josef Augusta Jiří Kochta Marián Šťastný | ŠvedskaLeif Holmqvist Göran Högosta Björn Johansson Kjell Rune Milton Stig Salming Karl-Johan Sundqvist Mats Waltin Ulf Weinstock Stig Östling Per Olov Brasar Hans Jax Dan Labraaten Mats Lindh Willy Lindström Finn Lundström Tord Lundström Håkan Pettersson Dan Söderström Kjell-Arne Vikström Mats Åhlberg |

## Tekme

### Skupina A
| 3. april 1975 | Češkoslovaška | 5:0 | Poljska | München, Zahodna Nemčija |

| Poročilo tekme      | Poročilo tekme | Poročilo tekme | Poročilo tekme | Poročilo tekme |
| ------------------- | -------------- | -------------- | -------------- | -------------- |
| Začetek: ni podatka |                |                |                |                |

| 3. april 1975 | Sovjetska zveza | 10:5 | ZDA | München, Zahodna Nemčija |

| Poročilo tekme      | Poročilo tekme | Poročilo tekme | Poročilo tekme | Poročilo tekme |
| ------------------- | -------------- | -------------- | -------------- | -------------- |
| Začetek: ni podatka |                |                |                |                |

| 4. april 1975 | Švedska | 10:0 | Poljska | München, Zahodna Nemčija |

| Poročilo tekme      | Poročilo tekme | Poročilo tekme | Poročilo tekme | Poročilo tekme |
| ------------------- | -------------- | -------------- | -------------- | -------------- |
| Začetek: ni podatka |                |                |                |                |

| 4. april 1975 | Finska | 7:4 | ZDA | München, Zahodna Nemčija |

| Poročilo tekme      | Poročilo tekme | Poročilo tekme | Poročilo tekme | Poročilo tekme |
| ------------------- | -------------- | -------------- | -------------- | -------------- |
| Začetek: ni podatka |                |                |                |                |

| 4. april 1975 | Češkoslovaška | 5:2 | Švedska | München, Zahodna Nemčija |

| Poročilo tekme      | Poročilo tekme | Poročilo tekme | Poročilo tekme | Poročilo tekme |
| ------------------- | -------------- | -------------- | -------------- | -------------- |
| Začetek: ni podatka |                |                |                |                |

| 5. april 1975 | Sovjetska zveza | 8:4 | Finska | München, Zahodna Nemčija |

| Poročilo tekme      | Poročilo tekme | Poročilo tekme | Poročilo tekme | Poročilo tekme |
| ------------------- | -------------- | -------------- | -------------- | -------------- |
| Začetek: ni podatka |                |                |                |                |

| 6. april 1975 | Češkoslovaška | 8:3 | ZDA | München, Zahodna Nemčija |

| Poročilo tekme      | Poročilo tekme | Poročilo tekme | Poročilo tekme | Poročilo tekme |
| ------------------- | -------------- | -------------- | -------------- | -------------- |
| Začetek: ni podatka |                |                |                |                |

| 6. april 1975 | Sovjetska zveza | 13:2 | Poljska | München, Zahodna Nemčija |

| Poročilo tekme      | Poročilo tekme | Poročilo tekme | Poročilo tekme | Poročilo tekme |
| ------------------- | -------------- | -------------- | -------------- | -------------- |
| Začetek: ni podatka |                |                |                |                |

| 7. april 1975 | Švedska | 7:0 | Švedska | München, Zahodna Nemčija |

| Poročilo tekme      | Poročilo tekme | Poročilo tekme | Poročilo tekme | Poročilo tekme |
| ------------------- | -------------- | -------------- | -------------- | -------------- |
| Začetek: ni podatka |                |                |                |                |

| 7. april 1975 | Finska | 5:2 | Poljska | München, Zahodna Nemčija |

| Poročilo tekme      | Poročilo tekme | Poročilo tekme | Poročilo tekme | Poročilo tekme |
| ------------------- | -------------- | -------------- | -------------- | -------------- |
| Začetek: ni podatka |                |                |                |                |

| 8. april 1975 | Švedska | 1:0 | Finska | München, Zahodna Nemčija |

| Poročilo tekme      | Poročilo tekme | Poročilo tekme | Poročilo tekme | Poročilo tekme |
| ------------------- | -------------- | -------------- | -------------- | -------------- |
| Začetek: ni podatka |                |                |                |                |

| 8. april 1975 | Sovjetska zveza | 5:2 | Češkoslovaška | München, Zahodna Nemčija |

| Poročilo tekme      | Poročilo tekme | Poročilo tekme | Poročilo tekme | Poročilo tekme |
| ------------------- | -------------- | -------------- | -------------- | -------------- |
| Začetek: ni podatka |                |                |                |                |

| 9. april 1975 | Poljska | 5:3 | ZDA | München, Zahodna Nemčija |

| Poročilo tekme      | Poročilo tekme | Poročilo tekme | Poročilo tekme | Poročilo tekme |
| ------------------- | -------------- | -------------- | -------------- | -------------- |
| Začetek: ni podatka |                |                |                |                |

| 10. april 1975 | Češkoslovaška | 6:2 | Finska | München, Zahodna Nemčija |

| Poročilo tekme      | Poročilo tekme | Poročilo tekme | Poročilo tekme | Poročilo tekme |
| ------------------- | -------------- | -------------- | -------------- | -------------- |
| Začetek: ni podatka |                |                |                |                |

| 10. april 1975 | Sovjetska zveza | 4:1 | Švedska | München, Zahodna Nemčija |

| Poročilo tekme      | Poročilo tekme | Poročilo tekme | Poročilo tekme | Poročilo tekme |
| ------------------- | -------------- | -------------- | -------------- | -------------- |
| Začetek: ni podatka |                |                |                |                |

| 12. april 1975 | Češkoslovaška | 8:2 | Poljska | Düsseldorf, Zahodna Nemčija |

| Poročilo tekme      | Poročilo tekme | Poročilo tekme | Poročilo tekme | Poročilo tekme |
| ------------------- | -------------- | -------------- | -------------- | -------------- |
| Začetek: ni podatka |                |                |                |                |

| 12. april 1975 | Sovjetska zveza | 13:1 | ZDA | Düsseldorf, Zahodna Nemčija |

| Poročilo tekme      | Poročilo tekme | Poročilo tekme | Poročilo tekme | Poročilo tekme |
| ------------------- | -------------- | -------------- | -------------- | -------------- |
| Začetek: ni podatka |                |                |                |                |

| 13. april 1975 | Švedska | 1:30 | Poljska | Düsseldorf, Zahodna Nemčija |

| Poročilo tekme      | Poročilo tekme | Poročilo tekme | Poročilo tekme | Poročilo tekme |
| ------------------- | -------------- | -------------- | -------------- | -------------- |
| Začetek: ni podatka |                |                |                |                |

| 13. april 1975 | Finska | 9:1 | ZDA | Düsseldorf, Zahodna Nemčija |

| Poročilo tekme      | Poročilo tekme | Poročilo tekme | Poročilo tekme | Poročilo tekme |
| ------------------- | -------------- | -------------- | -------------- | -------------- |
| Začetek: ni podatka |                |                |                |                |

| 14. april 1975 | Češkoslovaška | 7:0 | Švedska | Düsseldorf, Zahodna Nemčija |

| Poročilo tekme      | Poročilo tekme | Poročilo tekme | Poročilo tekme | Poročilo tekme |
| ------------------- | -------------- | -------------- | -------------- | -------------- |
| Začetek: ni podatka |                |                |                |                |

| 14. april 1975 | Sovjetska zveza | 5:2 | Finska | Düsseldorf, Zahodna Nemčija |

| Poročilo tekme      | Poročilo tekme | Poročilo tekme | Poročilo tekme | Poročilo tekme |
| ------------------- | -------------- | -------------- | -------------- | -------------- |
| Začetek: ni podatka |                |                |                |                |

| 15. april 1975 | Češkoslovaška | 8:0 | ZDA | Düsseldorf, Zahodna Nemčija |

| Poročilo tekme      | Poročilo tekme | Poročilo tekme | Poročilo tekme | Poročilo tekme |
| ------------------- | -------------- | -------------- | -------------- | -------------- |
| Začetek: ni podatka |                |                |                |                |

| 15. april 1975 | Sovjetska zveza | 15:0 | Poljska | Düsseldorf, Zahodna Nemčija |

| Poročilo tekme      | Poročilo tekme | Poročilo tekme | Poročilo tekme | Poročilo tekme |
| ------------------- | -------------- | -------------- | -------------- | -------------- |
| Začetek: ni podatka |                |                |                |                |

| 16. april 1975 | Švedska | 12:3 | ZDA | Düsseldorf, Zahodna Nemčija |

| Poročilo tekme      | Poročilo tekme | Poročilo tekme | Poročilo tekme | Poročilo tekme |
| ------------------- | -------------- | -------------- | -------------- | -------------- |
| Začetek: ni podatka |                |                |                |                |

| 16. april 1975 | Finska | 4:1 | Poljska | Düsseldorf, Zahodna Nemčija |

| Poročilo tekme      | Poročilo tekme | Poročilo tekme | Poročilo tekme | Poročilo tekme |
| ------------------- | -------------- | -------------- | -------------- | -------------- |
| Začetek: ni podatka |                |                |                |                |

| 17. april 1975 | Švedska | 1:2 | Finska | Düsseldorf, Zahodna Nemčija |

| Poročilo tekme      | Poročilo tekme | Poročilo tekme | Poročilo tekme | Poročilo tekme |
| ------------------- | -------------- | -------------- | -------------- | -------------- |
| Začetek: ni podatka |                |                |                |                |

| 17. april 1975 | Sovjetska zveza | 4:1 | Češkoslovaška | Düsseldorf, Zahodna Nemčija |

| Poročilo tekme      | Poročilo tekme | Poročilo tekme | Poročilo tekme | Poročilo tekme |
| ------------------- | -------------- | -------------- | -------------- | -------------- |
| Začetek: ni podatka |                |                |                |                |

| 18. april 1975 | Poljska | 5:2 | ZDA | Düsseldorf, Zahodna Nemčija |

| Poročilo tekme      | Poročilo tekme | Poročilo tekme | Poročilo tekme | Poročilo tekme |
| ------------------- | -------------- | -------------- | -------------- | -------------- |
| Začetek: ni podatka |                |                |                |                |

| 19. april 1975 | Češkoslovaška | 5:1 | Finska | Düsseldorf, Zahodna Nemčija |

| Poročilo tekme      | Poročilo tekme | Poročilo tekme | Poročilo tekme | Poročilo tekme |
| ------------------- | -------------- | -------------- | -------------- | -------------- |
| Začetek: ni podatka |                |                |                |                |

| 19. april 1975 | Sovjetska zveza | 13:4 | Švedska | Düsseldorf, Zahodna Nemčija |

| Poročilo tekme      | Poročilo tekme | Poročilo tekme | Poročilo tekme | Poročilo tekme |
| ------------------- | -------------- | -------------- | -------------- | -------------- |
| Začetek: ni podatka |                |                |                |                |

#### Lestvica
OT-odigrane tekme, z-zmage, n-neodločeni izidi, P-porazi, DG-doseženo goli, PG-prejeti goli, GR-gol razlika, T-točke.
| # | Reprezentanca   | OT | Z  | N | P  | DG | PG | GR  | T  |
| - | --------------- | -- | -- | - | -- | -- | -- | --- | -- |
| 1 | Sovjetska zveza | 10 | 10 | 0 | 0  | 90 | 23 | +67 | 20 |
| 2 | Češkoslovaška   | 10 | 8  | 0 | 2  | 55 | 19 | +36 | 16 |
| 3 | Švedska         | 10 | 5  | 0 | 5  | 51 | 34 | +17 | 10 |
| 4 | Finska          | 10 | 5  | 0 | 5  | 36 | 34 | +2  | 10 |
| 5 | Poljska         | 10 | 2  | 0 | 8  | 18 | 78 | -60 | 4  |
| 6 | ZDA             | 10 | 0  | 0 | 10 | 22 | 84 | -62 | 0  |

### Skupina B
| 14. marec 1975 | Zahodna Nemčija | 9:2 | Nizozemska | Saporo, Japonska |

| Poročilo tekme      | Poročilo tekme | Poročilo tekme | Poročilo tekme | Poročilo tekme |
| ------------------- | -------------- | -------------- | -------------- | -------------- |
| Začetek: ni podatka |                |                |                |                |

| 14. marec 1975 | Jugoslavija | 5:0 | Švica | Saporo, Japonska |

| Poročilo tekme      | Poročilo tekme | Poročilo tekme | Poročilo tekme | Poročilo tekme |
| ------------------- | -------------- | -------------- | -------------- | -------------- |
| Začetek: ni podatka |                |                |                |                |

| 14. marec 1975 | Vzhodna Nemčija | 7:3 | Romunija | Saporo, Japonska |

| Poročilo tekme      | Poročilo tekme | Poročilo tekme | Poročilo tekme | Poročilo tekme |
| ------------------- | -------------- | -------------- | -------------- | -------------- |
| Začetek: ni podatka |                |                |                |                |

| 14. marec 1975 | Japonska | 7:1 | Italija | Saporo, Japonska |

| Poročilo tekme      | Poročilo tekme | Poročilo tekme | Poročilo tekme | Poročilo tekme |
| ------------------- | -------------- | -------------- | -------------- | -------------- |
| Začetek: ni podatka |                |                |                |                |

| 15. marec 1975 | Jugoslavija | 4:4 | Romunija | Saporo, Japonska |

| Poročilo tekme      | Poročilo tekme | Poročilo tekme | Poročilo tekme | Poročilo tekme |
| ------------------- | -------------- | -------------- | -------------- | -------------- |
| Začetek: ni podatka |                |                |                |                |

| 15. marec 1975 | Japonska | 3:6 | Zahodna Nemčija | Saporo, Japonska |

| Poročilo tekme      | Poročilo tekme | Poročilo tekme | Poročilo tekme | Poročilo tekme |
| ------------------- | -------------- | -------------- | -------------- | -------------- |
| Začetek: ni podatka |                |                |                |                |

| 16. marec 1975 | Nizozemska | 0:3 | Italija | Saporo, Japonska |

| Poročilo tekme      | Poročilo tekme | Poročilo tekme | Poročilo tekme | Poročilo tekme |
| ------------------- | -------------- | -------------- | -------------- | -------------- |
| Začetek: ni podatka |                |                |                |                |

| 16. marec 1975 | Vzhodna Nemčija | 5:8 | Švica | Saporo, Japonska |

| Poročilo tekme      | Poročilo tekme | Poročilo tekme | Poročilo tekme | Poročilo tekme |
| ------------------- | -------------- | -------------- | -------------- | -------------- |
| Začetek: ni podatka |                |                |                |                |

| 17. marec 1975 | Jugoslavija | 2:4 | Italija | Saporo, Japonska |

| Poročilo tekme      | Poročilo tekme | Poročilo tekme | Poročilo tekme | Poročilo tekme |
| ------------------- | -------------- | -------------- | -------------- | -------------- |
| Začetek: ni podatka |                |                |                |                |

| 17. marec 1975 | Vzhodna Nemčija | 5:0 | Zahodna Nemčija | Saporo, Japonska |

| Poročilo tekme      | Poročilo tekme | Poročilo tekme | Poročilo tekme | Poročilo tekme |
| ------------------- | -------------- | -------------- | -------------- | -------------- |
| Začetek: ni podatka |                |                |                |                |

| 17. marec 1975 | Romunija | 6:1 | Nizozemska | Saporo, Japonska |

| Poročilo tekme      | Poročilo tekme | Poročilo tekme | Poročilo tekme | Poročilo tekme |
| ------------------- | -------------- | -------------- | -------------- | -------------- |
| Začetek: ni podatka |                |                |                |                |

| 17. marec 1975 | Japonska | 3:2 | Švica | Saporo, Japonska |

| Poročilo tekme      | Poročilo tekme | Poročilo tekme | Poročilo tekme | Poročilo tekme |
| ------------------- | -------------- | -------------- | -------------- | -------------- |
| Začetek: ni podatka |                |                |                |                |

| 18. marec 1975 | Zahodna Nemčija | 2:1 | Jugoslavija | Saporo, Japonska |

| Poročilo tekme      | Poročilo tekme | Poročilo tekme | Poročilo tekme | Poročilo tekme |
| ------------------- | -------------- | -------------- | -------------- | -------------- |
| Začetek: ni podatka |                |                |                |                |

| 18. marec 1975 | Japonska | 2:2 | Romunija | Saporo, Japonska |

| Poročilo tekme      | Poročilo tekme | Poročilo tekme | Poročilo tekme | Poročilo tekme |
| ------------------- | -------------- | -------------- | -------------- | -------------- |
| Začetek: ni podatka |                |                |                |                |

| 19. marec 1975 | Nizozemska | 3:4 | Švica | Saporo, Japonska |

| Poročilo tekme      | Poročilo tekme | Poročilo tekme | Poročilo tekme | Poročilo tekme |
| ------------------- | -------------- | -------------- | -------------- | -------------- |
| Začetek: ni podatka |                |                |                |                |

| 19. marec 1975 | Vzhodna Nemčija | 9:2 | Italija | Saporo, Japonska |

| Poročilo tekme      | Poročilo tekme | Poročilo tekme | Poročilo tekme | Poročilo tekme |
| ------------------- | -------------- | -------------- | -------------- | -------------- |
| Začetek: ni podatka |                |                |                |                |

| 20. marec 1975 | Romunija | 3:4 | Švica | Saporo, Japonska |

| Poročilo tekme      | Poročilo tekme | Poročilo tekme | Poročilo tekme | Poročilo tekme |
| ------------------- | -------------- | -------------- | -------------- | -------------- |
| Začetek: ni podatka |                |                |                |                |

| 20. marec 1975 | Zahodna Nemčija | 5:2 | Italija | Saporo, Japonska |

| Poročilo tekme      | Poročilo tekme | Poročilo tekme | Poročilo tekme | Poročilo tekme |
| ------------------- | -------------- | -------------- | -------------- | -------------- |
| Začetek: ni podatka |                |                |                |                |

| 20. marec 1975 | Jugoslavija | 7:3 | Nizozemska | Saporo, Japonska |

| Poročilo tekme      | Poročilo tekme | Poročilo tekme | Poročilo tekme | Poročilo tekme |
| ------------------- | -------------- | -------------- | -------------- | -------------- |
| Začetek: ni podatka |                |                |                |                |

| 20. marec 1975 | Japonska | 1:3 | Vzhodna Nemčija | Saporo, Japonska |

| Poročilo tekme      | Poročilo tekme | Poročilo tekme | Poročilo tekme | Poročilo tekme |
| ------------------- | -------------- | -------------- | -------------- | -------------- |
| Začetek: ni podatka |                |                |                |                |

| 21. marec 1975 | Japonska | 4:8 | Jugoslavija | Saporo, Japonska |

| Poročilo tekme      | Poročilo tekme | Poročilo tekme | Poročilo tekme | Poročilo tekme |
| ------------------- | -------------- | -------------- | -------------- | -------------- |
| Začetek: ni podatka |                |                |                |                |

| 21. marec 1975 | Japonska | 1:3 | Vzhodna Nemčija | Saporo, Japonska |

| Poročilo tekme      | Poročilo tekme | Poročilo tekme | Poročilo tekme | Poročilo tekme |
| ------------------- | -------------- | -------------- | -------------- | -------------- |
| Začetek: ni podatka |                |                |                |                |

| 22. marec 1975 | Japonska | 4:8 | Jugoslavija | Saporo, Japonska |

| Poročilo tekme      | Poročilo tekme | Poročilo tekme | Poročilo tekme | Poročilo tekme |
| ------------------- | -------------- | -------------- | -------------- | -------------- |
| Začetek: ni podatka |                |                |                |                |

| 22. marec 1975 | Zahodna Nemčija | 4:1 | Romunija | Saporo, Japonska |

| Poročilo tekme      | Poročilo tekme | Poročilo tekme | Poročilo tekme | Poročilo tekme |
| ------------------- | -------------- | -------------- | -------------- | -------------- |
| Začetek: ni podatka |                |                |                |                |

| 23. marec 1975 | Romunija | 7:4 | Italija | Saporo, Japonska |

| Poročilo tekme      | Poročilo tekme | Poročilo tekme | Poročilo tekme | Poročilo tekme |
| ------------------- | -------------- | -------------- | -------------- | -------------- |
| Začetek: ni podatka |                |                |                |                |

| 23. marec 1975 | Japonska | 1:1 | Nizozemska | Saporo, Japonska |

| Poročilo tekme      | Poročilo tekme | Poročilo tekme | Poročilo tekme | Poročilo tekme |
| ------------------- | -------------- | -------------- | -------------- | -------------- |
| Začetek: ni podatka |                |                |                |                |

| 23. marec 1975 | Vzhodna Nemčija | 6:3 | Jugoslavija | Saporo, Japonska |

| Poročilo tekme      | Poročilo tekme | Poročilo tekme | Poročilo tekme | Poročilo tekme |
| ------------------- | -------------- | -------------- | -------------- | -------------- |
| Začetek: ni podatka |                |                |                |                |

| 23. marec 1975 | Zahodna Nemčija | 8:3 | Švica | Saporo, Japonska |

| Poročilo tekme      | Poročilo tekme | Poročilo tekme | Poročilo tekme | Poročilo tekme |
| ------------------- | -------------- | -------------- | -------------- | -------------- |
| Začetek: ni podatka |                |                |                |                |

#### Lestvica
OT-odigrane tekme, z-zmage, n-neodločeni izidi, P-porazi, DG-doseženo goli, PG-prejeti goli, GR-gol razlika, T-točke.
| #  | Reprezentanca   | OT | Z | N | P | DG | PG | GR  | T  |
| -- | --------------- | -- | - | - | - | -- | -- | --- | -- |
| 7  | Zahodna Nemčija | 7  | 6 | 0 | 1 | 41 | 18 | +23 | 12 |
| 8  | Vzhodna Nemčija | 7  | 6 | 0 | 1 | 34 | 17 | +17 | 12 |
| 9  | Švica           | 7  | 4 | 0 | 3 | 31 | 33 | -2  | 8  |
| 10 | Jugoslavija     | 7  | 3 | 1 | 3 | 30 | 23 | -7  | 7  |
| 11 | Romunija        | 7  | 2 | 2 | 3 | 26 | 26 | 0   | 6  |
| 12 | Japonska        | 7  | 2 | 2 | 3 | 21 | 23 | -2  | 6  |
| 13 | Italija         | 7  | 2 | 0 | 5 | 22 | 40 | -16 | 4  |
| 14 | Nizozemska      | 7  | 0 | 1 | 6 | 11 | 36 | -25 | 1  |

- Vzhodnonemška reprezentanca se je uvrstila v skupino A.

### Skupina C
| 1. marec 1975 | Norveška | 2:0 | Avstrija | Sofija, Bolgarija |

| Poročilo tekme      | Poročilo tekme | Poročilo tekme | Poročilo tekme | Poročilo tekme |
| ------------------- | -------------- | -------------- | -------------- | -------------- |
| Začetek: ni podatka |                |                |                |                |

| 1. marec 1975 | Francija | 4:0 | Danska | Sofija, Bolgarija |

| Poročilo tekme      | Poročilo tekme | Poročilo tekme | Poročilo tekme | Poročilo tekme |
| ------------------- | -------------- | -------------- | -------------- | -------------- |
| Začetek: ni podatka |                |                |                |                |

| 1. marec 1975 | Madžarska | 14:0 | Belgija | Sofija, Bolgarija |

| Poročilo tekme      | Poročilo tekme | Poročilo tekme | Poročilo tekme | Poročilo tekme |
| ------------------- | -------------- | -------------- | -------------- | -------------- |
| Začetek: ni podatka |                |                |                |                |

| 2. marec 1975 | Francija | 15:0 | Belgija | Sofija, Bolgarija |

| Poročilo tekme      | Poročilo tekme | Poročilo tekme | Poročilo tekme | Poročilo tekme |
| ------------------- | -------------- | -------------- | -------------- | -------------- |
| Začetek: ni podatka |                |                |                |                |

| 2. marec 1975 | Norveška | 5:5 | Danska | Sofija, Bolgarija |

| Poročilo tekme      | Poročilo tekme | Poročilo tekme | Poročilo tekme | Poročilo tekme |
| ------------------- | -------------- | -------------- | -------------- | -------------- |
| Začetek: ni podatka |                |                |                |                |

| 2. marec 1975 | Bolgarija | 4:1 | Avstrija | Sofija, Bolgarija |

| Poročilo tekme      | Poročilo tekme | Poročilo tekme | Poročilo tekme | Poročilo tekme |
| ------------------- | -------------- | -------------- | -------------- | -------------- |
| Začetek: ni podatka |                |                |                |                |

| 4. marec 1975 | Avstrija | 4:4 | Francija | Sofija, Bolgarija |

| Poročilo tekme      | Poročilo tekme | Poročilo tekme | Poročilo tekme | Poročilo tekme |
| ------------------- | -------------- | -------------- | -------------- | -------------- |
| Začetek: ni podatka |                |                |                |                |

| 4. marec 1975 | Norveška | 5:0 | Madžarska | Sofija, Bolgarija |

| Poročilo tekme      | Poročilo tekme | Poročilo tekme | Poročilo tekme | Poročilo tekme |
| ------------------- | -------------- | -------------- | -------------- | -------------- |
| Začetek: ni podatka |                |                |                |                |

| 4. marec 1975 | Bolgarija | 20:3 | Belgija | Sofija, Bolgarija |

| Poročilo tekme      | Poročilo tekme | Poročilo tekme | Poročilo tekme | Poročilo tekme |
| ------------------- | -------------- | -------------- | -------------- | -------------- |
| Začetek: ni podatka |                |                |                |                |

| 5. marec 1975 | Norveška | 24:0 | Belgija | Sofija, Bolgarija |

| Poročilo tekme      | Poročilo tekme | Poročilo tekme | Poročilo tekme | Poročilo tekme |
| ------------------- | -------------- | -------------- | -------------- | -------------- |
| Začetek: ni podatka |                |                |                |                |

| 5. marec 1975 | Bolgarija | 4:6 | Madžarska | Sofija, Bolgarija |

| Poročilo tekme      | Poročilo tekme | Poročilo tekme | Poročilo tekme | Poročilo tekme |
| ------------------- | -------------- | -------------- | -------------- | -------------- |
| Začetek: ni podatka |                |                |                |                |

| 5. marec 1975 | Avstrija | 4:2 | Danska | Sofija, Bolgarija |

| Poročilo tekme      | Poročilo tekme | Poročilo tekme | Poročilo tekme | Poročilo tekme |
| ------------------- | -------------- | -------------- | -------------- | -------------- |
| Začetek: ni podatka |                |                |                |                |

| 7. marec 1975 | Avstrija | 4:2 | Madžarska | Sofija, Bolgarija |

| Poročilo tekme      | Poročilo tekme | Poročilo tekme | Poročilo tekme | Poročilo tekme |
| ------------------- | -------------- | -------------- | -------------- | -------------- |
| Začetek: ni podatka |                |                |                |                |

| 7. marec 1975 | Norveška | 6:1 | Francija | Sofija, Bolgarija |

| Poročilo tekme      | Poročilo tekme | Poročilo tekme | Poročilo tekme | Poročilo tekme |
| ------------------- | -------------- | -------------- | -------------- | -------------- |
| Začetek: ni podatka |                |                |                |                |

| 7. marec 1975 | Bolgarija | 3:2 | Danska | Sofija, Bolgarija |

| Poročilo tekme      | Poročilo tekme | Poročilo tekme | Poročilo tekme | Poročilo tekme |
| ------------------- | -------------- | -------------- | -------------- | -------------- |
| Začetek: ni podatka |                |                |                |                |

| 8. marec 1975 | Madžarska | 17:3 | Danska | Sofija, Bolgarija |

| Poročilo tekme      | Poročilo tekme | Poročilo tekme | Poročilo tekme | Poročilo tekme |
| ------------------- | -------------- | -------------- | -------------- | -------------- |
| Začetek: ni podatka |                |                |                |                |

| 8. marec 1975 | Avstrija | 19:2 | Belgija | Sofija, Bolgarija |

| Poročilo tekme      | Poročilo tekme | Poročilo tekme | Poročilo tekme | Poročilo tekme |
| ------------------- | -------------- | -------------- | -------------- | -------------- |
| Začetek: ni podatka |                |                |                |                |

| 8. marec 1975 | Bolgarija | 7:3 | Francija | Sofija, Bolgarija |

| Poročilo tekme      | Poročilo tekme | Poročilo tekme | Poročilo tekme | Poročilo tekme |
| ------------------- | -------------- | -------------- | -------------- | -------------- |
| Začetek: ni podatka |                |                |                |                |

| 10. marec 1975 | Madžarska | 5:5 | Francija | Sofija, Bolgarija |

| Poročilo tekme      | Poročilo tekme | Poročilo tekme | Poročilo tekme | Poročilo tekme |
| ------------------- | -------------- | -------------- | -------------- | -------------- |
| Začetek: ni podatka |                |                |                |                |

| 10. marec 1975 | Danska | 19:0 | Belgija | Sofija, Bolgarija |

| Poročilo tekme      | Poročilo tekme | Poročilo tekme | Poročilo tekme | Poročilo tekme |
| ------------------- | -------------- | -------------- | -------------- | -------------- |
| Začetek: ni podatka |                |                |                |                |

| 10. marec 1975 | Bolgarija | 2:2 | Norveška | Sofija, Bolgarija |

| Poročilo tekme      | Poročilo tekme | Poročilo tekme | Poročilo tekme | Poročilo tekme |
| ------------------- | -------------- | -------------- | -------------- | -------------- |
| Začetek: ni podatka |                |                |                |                |

#### Lestvica
OT-odigrane tekme, z-zmage, n-neodločeni izidi, P-porazi, DG-doseženo goli, PG-prejeti goli, GR-gol razlika, T-točke.
| #  | Reprezentanca | OT            | Z             | N             | P             | DG            | PG            | GR            | T             |
| -- | ------------- | ------------- | ------------- | ------------- | ------------- | ------------- | ------------- | ------------- | ------------- |
| 15 | Norveška      | 6             | 4             | 2             | 0             | 44            | 8             | +36           | 10            |
| 16 | Bolgarija     | 6             | 4             | 1             | 1             | 40            | 17            | +23           | 9             |
| 17 | Avstrija      | 6             | 3             | 1             | 2             | 32            | 16            | +16           | 7             |
| 18 | Madžarska     | 6             | 3             | 1             | 2             | 44            | 21            | +23           | 7             |
| 19 | Francija      | 6             | 2             | 2             | 2             | 32            | 22            | +10           | 6             |
| 20 | Danska        | 6             | 1             | 1             | 4             | 31            | 33            | -2            | 3             |
| 21 | Belgija       | 6             | 0             | 0             | 6             | 5             | 111           | -106          | 0             |
| 22 | Kitajska      | ni sodelovala | ni sodelovala | ni sodelovala | ni sodelovala | ni sodelovala | ni sodelovala | ni sodelovala | ni sodelovala |

- Norveška reprezentanca se je uvrstila v skupino B.

## Končni vrstni red
1. Sovjetska zveza
2. Češkoslovaška
3. Švedska
4. Finska
5. Poljska
6. ZDA
7. Vzhodna Nemčija
8. Zahodna Nemčija
9. Švica
10. Jugoslavija
11. Romunija
12. Japonska
13. Italija
14. Nizozemska
15. Norveška
16. Bolgarija
17. Avstrija
18. Madžarska
19. Francija
20. Danska
21. Belgija
22. Kitajska